# オクターヴ・フイエ

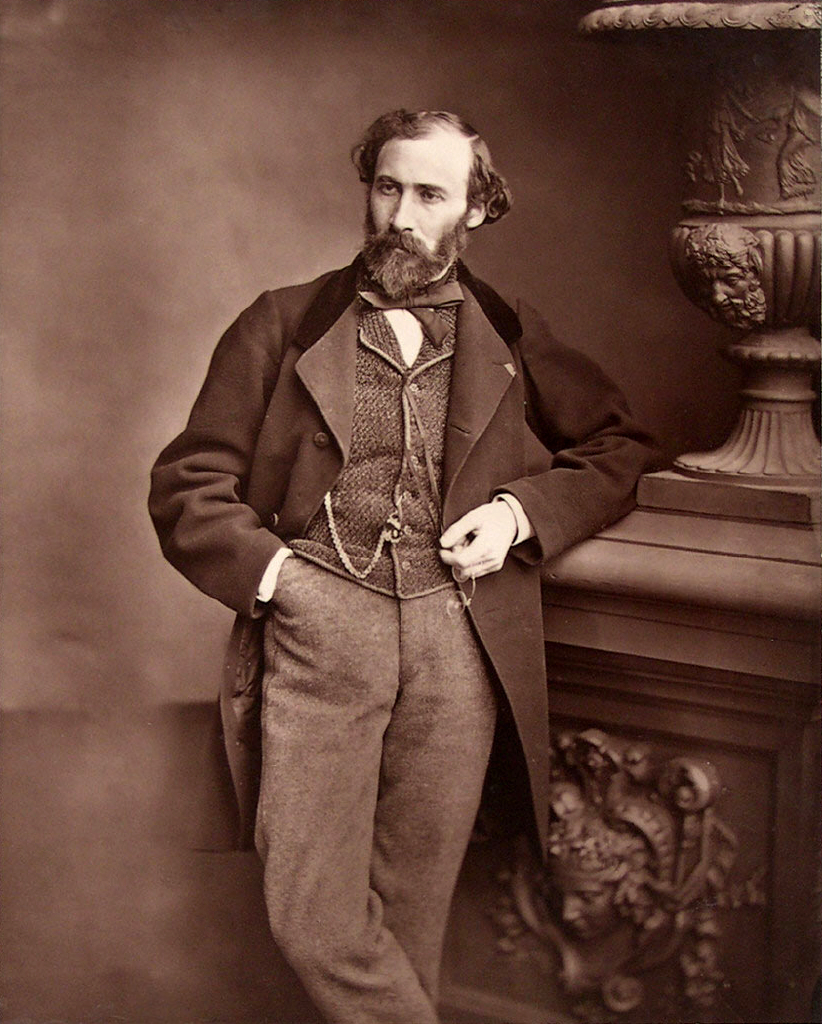
1870年代頃、アントワーヌ・サミュエル・アダム＝サロモンが撮影したフイエ。

オクターヴ・フイエ (Octave Feuillet, 1821年7月11日 – 1890年12月29日) はフランスの小説家・劇作家である。 彼の作品は、ロマン派とリアリストの中間に位置し、卓越した明晰な人生描写や女性登場人物の描写、登場人物の心理や感情の分析、控えめながらウィットに富んだ散文などで知られる。代表作は1858年の『Le Roman d'un jeune homme pauvre』で、イタリア、フランス、アルゼンチンの監督によって何度も映画化されている。

## 生涯
フイエは、マンシュ県（ノルマンディー）のサン＝ローで生まれた。父のジャック・フイエは著名な弁護士で、ラ・マンシュの事務局長であったが、病弱だった。母親はフイエが幼少の頃に亡くなった。フイエは、父親の神経過敏の一部を受け継いだが、その程度はそれほどでもなかった。パリのリセ・ルイ=ル=グランに入学した彼は、そこで優秀な成績を収め、外交官として良いポストに就くことを約束された。
1840年、外交官になれという父の長年の願いを断り、代わりに作家になるつもりであることを告げた。父は彼を勘当した。パリに戻ったフイエは、ジャーナリストとして懸命に生活した。ポール・ボカージュと共同で『Echec et mat』『Palma, ou la nuit de Vendredi saint』『La Vieillesse de Richelieu』を執筆した。3年後、父は彼を許し、小遣いを与え、パリに留まる間、彼に快適な生活を提供した。そこで彼は初めて小説を書き、それを出版した。
ジャック・フイエの健康状態はさらに悪化し、息子を呼び寄せてサン=ローで看病させることになった。パリを離れ、オクターヴ・フイエの出世の糧となるパリを離れることは大きな犠牲であったが、彼はそれに従った。一人を好む父親の気質と高圧的な性格のため、サン＝ローでの生活は非常にストレスの多いものだった。しかし、1851年、オクターヴは従姉妹のヴァレリー・フイエ（旧姓デュボワ）と結婚した。フイエは、サン＝ローでの "亡命生活 "の中で、最高傑作の数々を生み出していった。1852年、小説『Bellah』と喜劇『La Crise』を発表し、最初の大きな成功を収めた。この2作は、後の小説の多くが掲載された『Revue des deux mondes（両世界評論）』から再版されたものである。サン＝ローで書かれた他の作品には、『La Petite Comtesse』（1857年）、『Dalila』（1857年）、そして人気の高い『Le Roman d'un jeune homme pauvre』（1858年）がある。
フイエは、父と同じように、サン＝ローでより重い神経症にかかったが、妻と義母に支えられながら、その生涯を送った。1857年には、小説『Dalila』から改作した戯曲の稽古を監督するために、一時的にパリに戻ることができた。翌年には、『Un jeune homme pauvre』の稽古を監督するためにパリに戻った。パリ滞在中に父親が亡くなった。
フイエとその家族はすぐにパリに移り住み、第二帝政期の宮廷で愛されるようになった。彼の作品は一般に公開される前にコンピエーニュで演奏され、ある時は皇后ウジェニーが『Les Portraits de la Marquise』のポン夫人の役を演じた。
1862年には小説『Sibylle』で再び大成功を収めた。しかし、長男の死もあり、健康状態は悪化の一途をたどっていた。彼は静かなノルマンディーに戻ったが、数年前に売却されたフイエ家のシャトーには戻らなかった。サン・ローの郊外にレ・パイエという家を買い、そこで15年間、たくさんのバラの花に囲まれ、心を奪われながら暮らした。

## 名誉、晩年、死
1862年、フイエはアカデミー・フランセーズに選出された。その2年後にはフォンテーヌブロー宮殿の司書となり、毎年1、2カ月間、その地位に付随する俸給を得るために生活することになった。
1867年に代表作『Monsieur de Camors』を、1872年に『Julia de Trécœur』を発表した。レ・パイエの売却後、うつ病などの体調不良により、晩年は放浪生活を送る。1890年12月29日、最後の著作『Honneur d'artiste』を出版して間もなく、パリで死去した。

## 映画
- L'ultimo dei Frontignac（フランス語版）, directed by Mario Caserini (Italy, 1911, short film, based on the novel Le Roman d'un jeune homme pauvre)
- Un Roman Parisien, directed by Adrien Caillard（） (France, 1913, short film, based on the play Un Roman Parisien)
- A Parisian Romance (1916 film)（イタリア語版）, directed by Frederick A. Thomson (1916, based on the play Un Roman Parisien)
- Honneur d'artiste, directed by Jean Kemm (France, 1917, based on the novel Honneur d'artiste)
- The Lord of Hohenstein, directed by Richard Oswald (Germany, 1917, based on the novel Le Roman d'un jeune homme pauvre)
- Hier et aujourd'hui, directed by Dominique Bernard-Deschamps（） (France, 1918, based on the play La Belle au bois dormant)
- Júlia, directed by Alfréd Deésy (Hungary, 1918, based on the play Julie)
- Vdova（イタリア語版）, directed by Theodore Komisarjevsky (Russia, 1918, based on the novel La Veuve)
- Dalila, directed by Guglielmo Braconcini（） (Italy, 1919, based on the play Dalila)
- The Shadow, directed by Roberto Roberti (Italy, 1920)
- The Story of a Poor Young Man, directed by Amleto Palermi (Italy, 1920, based on the novel Le Roman d'un jeune homme pauvre)
- The Sphinx, directed by Roberto Roberti (Italy, 1920, based on the play Le Sphinx)
- Giulia di Trécoeur, directed by Camillo De Riso (Italy, 1921, based on the novel Julia de Trécœur)
- Story of a Poor Young Man (1927 film)（スペイン語版）, directed by Gaston Ravel (Germany/France, 1927, based on the novel Le Roman d'un jeune homme pauvre)
- A Parisian Romance, directed by Chester M. Franklin (1932, based on the play Un Roman Parisien)
- Story of a Poor Young Man (1935 film)（フランス語版）, directed by Abel Gance (France, 1935, based on the novel Le Roman d'un jeune homme pauvre)
- Story of a Poor Young Man, directed by Luis Bayón Herrera (Argentina, 1942, based on the novel Le Roman d'un jeune homme pauvre)
- Story of a Poor Young Man (1942 Italian film)（イタリア語版）, directed by Guido Brignone (Italy, 1942, based on the novel Le Roman d'un jeune homme pauvre)
- Story of a Poor Young Man (1958 film)（イタリア語版）, directed by Cesare Canevari (Italy, 1958, based on the novel Le Roman d'un jeune homme pauvre)
- Story of a Poor Young Man, directed by Enrique Cahen Salaberry (Argentina, 1968, based on the novel Le Roman d'un jeune homme pauvre)
- Story of a Poor Young Man (1974 film)（イタリア語版）, directed by Cesare Canevari (Italy, 1974, based on the novel Le Roman d'un jeune homme pauvre)

## 参考資料
1. ↑  "Octave Feuillet". Almanac of Famous People.
2. ↑  "Octave Feuillet". Merriam Webster's Biographical Dictionary.